# Phytoseius pernambucanus
Phytoseius pernambucanus är en spindeldjursart som beskrevs av Moraes och D. McMurtry 1983. Phytoseius pernambucanus ingår i släktet Phytoseius och familjen Phytoseiidae. Inga underarter finns listade i Catalogue of Life.